# غاري تشارتير
غاري تشارتير (بالإنجليزية: Gary Chartier)‏ هو مدون وفيلسوف أمريكي، ولد في 30 ديسمبر 1966 في غلينديل في الولايات المتحدة.